# Majer József (biológus)
| Majer József                              | Majer József                                      |
| Kattints az alábbi külső linkek egyikére! | Kattints az alábbi külső linkek egyikére!         |
| ----------------------------------------- | ------------------------------------------------- |
| Nem található szabad kép.(?)              |                                                   |
| külső link · jogvédett                    | Majer József. Pécsi Egyetemi Almanach. 1367–2019. |

Majer József (Martonvásár, 1944. április 15. –) magyar biológus, zoológus, ökológus, entomológus. A Baranya Megyei Madártani és Természetvédelmi Egyesület elnöke. A Magyar Tudományos Akadémia Ökológiai Bizottságának és a Zoológiai Bizottságának tagja. A biológiai tudományok kandidátusa (1989).

## Életpályája
1963–1968 között az Eötvös Loránd Tudományegyetem Természettudományi Kar hallgatója volt. 1968–1975 között középiskolai tanárként dolgozott. 1975-től a Janus Pannonius Tudományegyetem oktatója. 1994-től ökológiai és állatföldrajzi, majd általános és alkalmazott ökológiai tanszékvezető egyetemi tanár, a környezetttanszak vezetője. 1994-ben habilitált.
Kutatási területe: az ökológia, a vizes élőhelyek, az entomológia, a vérszívő bögölyök és ragadozó rovarok, valamint a rovaretológia. Több természetvédelmi terület faunáját kutatja.

## Családja
Szülei: Majer József és Horváth Borbála voltak. 1968-ban házasságot kötött Bordács Margittal. Három gyermekük született.

## Művei
- Hogyan viselkednek az állatok
- Az ökológia alapjai (1994)

## Díjai
- Széchenyi professzor ösztöndíj (1997-2000)
- Pro Natura díj (2006)[1]